# Presolana
Presolana (en italiano, Pizzo della Presolana) es una montaña ubicada en la Lombardía, Italia septentrional, alrededor de 35 km al norte de Bérgamo. Parte de los Alpes de Bérgamo, está incluido en la provincia de Bérgamo, y separa el Valle Seriana y el Valle di Scalve. 
La cumbre de la montaña se llama Presolana Occidental y tiene una altitud máxima de 2.521 m s. n. m. Las mayores cimas del grupo son la Presolana di Castione (2474m), la Presolana Occidental (2521m), la Presolana Central (2517 m), la Presolana Oriental (2490 m) y el Monte Visolo (2370 m).
Presolana es destacada como una de las pocas montañas en Lombardía compuesta de una roca caliza parecida a la dolomita.